# Procriosis dileuca
Procriosis dileuca är en fjärilsart som beskrevs av George Francis Hampson 1910. Procriosis dileuca ingår i släktet Procriosis och familjen nattflyn. Inga underarter finns listade i Catalogue of Life.